# Hippocampus multispinus
Hippocampus multispinus es una especie de pez de la familia Syngnathidae en el orden de los Syngnathiformes.

## Morfología
Los machos pueden llegar alcanzar los 14 cm de longitud total.

## Distribución geográfica
Se encuentra al norte de Australia (en Australia Occidental hasta el Territorio del Norte) y al sur de Papúa Nueva Guinea.